# Retrato de Streatham
O retrato " Streatham " é uma pintura a óleo sobre painel da década de 1590, que se acredita ser uma cópia posterior de uma xilogravura da nobre inglesa Lady Joana Grey de 1580. Ele mostra uma representação de três quartos de uma jovem em um vestido do período Tudor segurando um livro de orações, com a inscrição desbotada "Lady Jayne" ou "Lady Iayne" no canto superior esquerdo. Está em mau estado e danificado, como se tivesse sido atacado. Desde Janeiro de 2015  o retrato está na Sala 3 da National Portrait Gallery em Londres.
Acredita-se que a obra tenha sido concluída como parte de um conjunto de pinturas de mártires protestantes. Estava na posse de um colecionador em Streatham, Londres, no início do século XX. Em dezembro de 2005, o retrato foi examinado pelo negociante de arte Christopher Foley. Ele a viu como uma reprodução precisa, embora mal executada, de uma pintura contemporânea de Joana, verificou-a e negociou sua venda com base nisso. A obra foi adquirida pela National Portrait Gallery em Londres por cerca de £ 100.000. O historiador David Starkey criticou fortemente a venda e desafiou as identificações de Foley.

## Fundo
Lady Joana Grey era bisneta do rei Henrique VII por meio de sua filha mais nova, Maria Tudor, Rainha da França e prima de primeiro grau uma vez removido do rei Eduardo VI . Após a morte de Eduardo, uma facção protestante a proclamou rainha sobre sua meia-irmã católica, Maria I da Inglaterra. Duas semanas depois, Maria, com o apoio do povo inglês, reivindicou o trono, que Joana renunciou apenas nove dias após ser instalada. Joana e seu marido, Lord Guilford Dudley, foram presos na Torre de Londres sob a acusação de alta traição. O julgamento de Joana foi conduzido em novembro, mas sua sentença de morte foi suspensa. Em fevereiro de 1554, o pai de Joana, o Henrique Grey 1. ° Duque de Suffolk, que havia sido perdoado, participou da rebelião de Wyatt . Em 12 de fevereiro, Maria mandou decapitar Joana, então com 16 anos, e seu marido; O pai de Joana sofreu o mesmo destino dois dias depois.
Joana era uma protestante devota durante a Reforma Inglesa, quando a Igreja da Inglaterra rejeitou violentamente a autoridade do papa e da Igreja Católica Romana . Conhecida por sua piedade e educação, ela se correspondeu com líderes protestantes na Europa Continental,  Heinrich Bullinger . Uma pessoa modesta que se vestia com simplicidade, suas últimas palavras antes de sua execução são relatadas como "Senhor, em tuas mãos entrego meu espírito!"  A execução de Joana por uma rainha católica fez dela o que o Oxford Dictionary of National Biography chama de "mártir protestante",  e no final do século Joana havia se tornado, nas palavras do historiador Eric Ives, " um ícone protestante".  Representações de Joana nos séculos 16 e 17, como em Actes and Monuments (1563) de John Foxe, publicadas depois que a protestante Isabel I de Inglaterra assumiu o trono, "apresentaram [Joana] principalmente como uma figura em uma narrativa nacional sobre uma nação eleita possuidora de uma fé protestante pura que se elevou suprema sobre a Europa católica". 
Joana foi considerada a única monarca inglesa do século 16 sem um retrato contemporâneo sobrevivente; um foi documentado em um inventário de 1590, mas agora é considerado perdido .  Algumas identificadas como ela foram posteriormente consideradas como sendo de outros assistentes, como uma de Catherine Parr, a última das seis esposas de Henrique VIII, que foi identificada como Lady Joana Grey até 1996.  Outros obras, como A Execução de Lady Joana Gray (1833) de Paul Delaroche, foram pintadas anos ou séculos após sua morte. Como resultado, Cynthia Zarin do The New Yorker escreve, "o espaço em branco onde o rosto [de Joana] deveria estar tornou muito mais fácil para as gerações seguintes imprimir suas fantasias políticas e pessoais nela". 

## Descrição

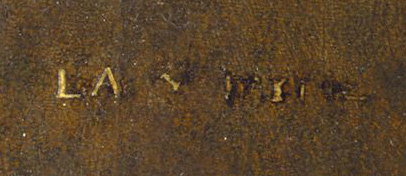
Detalhe, mostrando a inscrição

O retrato de três quartos mede 85,6 cm × 60,3 cm (33,7 pol x 23,7 pol) e é pintado a óleo sobre carvalho báltico . Uma inscrição desbotada, onde se lê "Lady Jayne"  ou "Lady Iayne",  está no canto superior esquerdo, acima dos ombros da mulher.   A jovem é descrita pela crítica de arte Charlotte Higgins como uma esbelta e "recatada e piedosa jovem", e foi provisoriamente identificada como Lady Joana Grey. Ives observa uma semelhança familiar entre a jovem e as irmãs de Grey, Catarina e Maria, que "podem dar suporte conjectural" à identificação de Grey. 
O sujeito usa um opulento vestido vermelho com mangas de trompete viradas para trás e uma partilha com gola alta; o último é bordado com um padrão de flor-de-lis, o emblema heráldico da realeza francesa. O desenho em sua saia mostra um padrão variadamente identificado como morangos, flores, cardos escoceses ou rosas ; o último deles era um emblema da família Grey. Um capuz francês na cabeça cobre a maior parte de seu cabelo ruivo. Ela usa inúmeras peças de joalheria, incluindo um colar rematado com medalhões e pérolas; estes indicam uma pessoa de alto status social e econômico, reforçado pela seda e veludo de seu vestido. A jovem não está, no entanto, usando uma aliança de casamento, sugerindo que ela ainda não era casada.  Em vez disso, ela está segurando um livro de orações. Este tipo de traje foi popular durante o período Tudor, particularmente na década de 1550, e a precisão de sua representação foi usada para promover a autenticidade do retrato como uma representação de Joana Grey.
O historiador independente J. Stephan Edwards escreve, no entanto, que a flor-de-lis o fez hesitar, pois, antes de junho de 1553, Joana "não teria direito aos emblemas heráldicos franceses", pois ela ainda não era herdeira do trono.  Após a descoberta de um retrato inscrito de Catherine Parr, em 2014, Edwards publicou uma tentativa de identificação da referida pintura como o original no qual o retrato de Streatham foi baseado. Ele escreveu que a pintura de Parr foi "adaptada para 'tornar-se' Joana Grey na ausência de um retrato autêntico acessível" no retrato de Streatham e similares, apoiando isso com uma análise dos estilos semelhantes de roupas e joias (incluindo um colar de pérolas enfeitadas ). 
A recepção da pintura como obra de arte tem sido predominantemente negativa. O historiador David Starkey descreveu-o como "uma imagem terrivelmente ruim e não há absolutamente nenhuma razão para supor que tenha algo a ver com Lady Joana Grey",  um sentimento que o negociante de arte Christopher Foley rejeitou.  Tarnya Cooper, da National Portrait Gallery, fez críticas menos contundentes, afirmando que "é uma cópia trabalhada pintada por número",  e "seu valor é como um documento histórico e não como uma obra de arte".  Zarin descreve a pintura como parecendo desbotada em comparação com outros retratos de monarcas, com "a face plana de uma boneca de papel".  Edwards escreve que "a qualidade pode ser descrita como ingênua, primitiva ou mesmo arte popular". 

## História

### Produção e história inicial

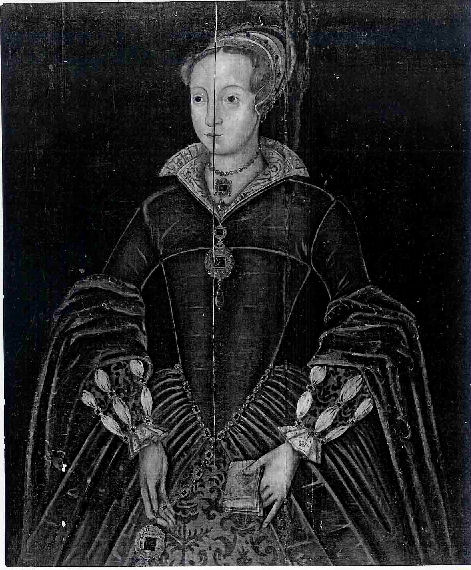
Uma fotografia em preto e branco do retrato de Houghton. Agora em uma coleção particular, pode ser uma cópia do mesmo original do retrato de Streatham.

O retrato é sem data e Sem atribuição. Acredita-se que tenha sido concluído na década de 1590, cerca de quarenta anos após a morte de Joana, provavelmente como uma cópia de uma xilogravura de Joana em 1580, dendrocronologia Data do painel de madeira para c. 1593.

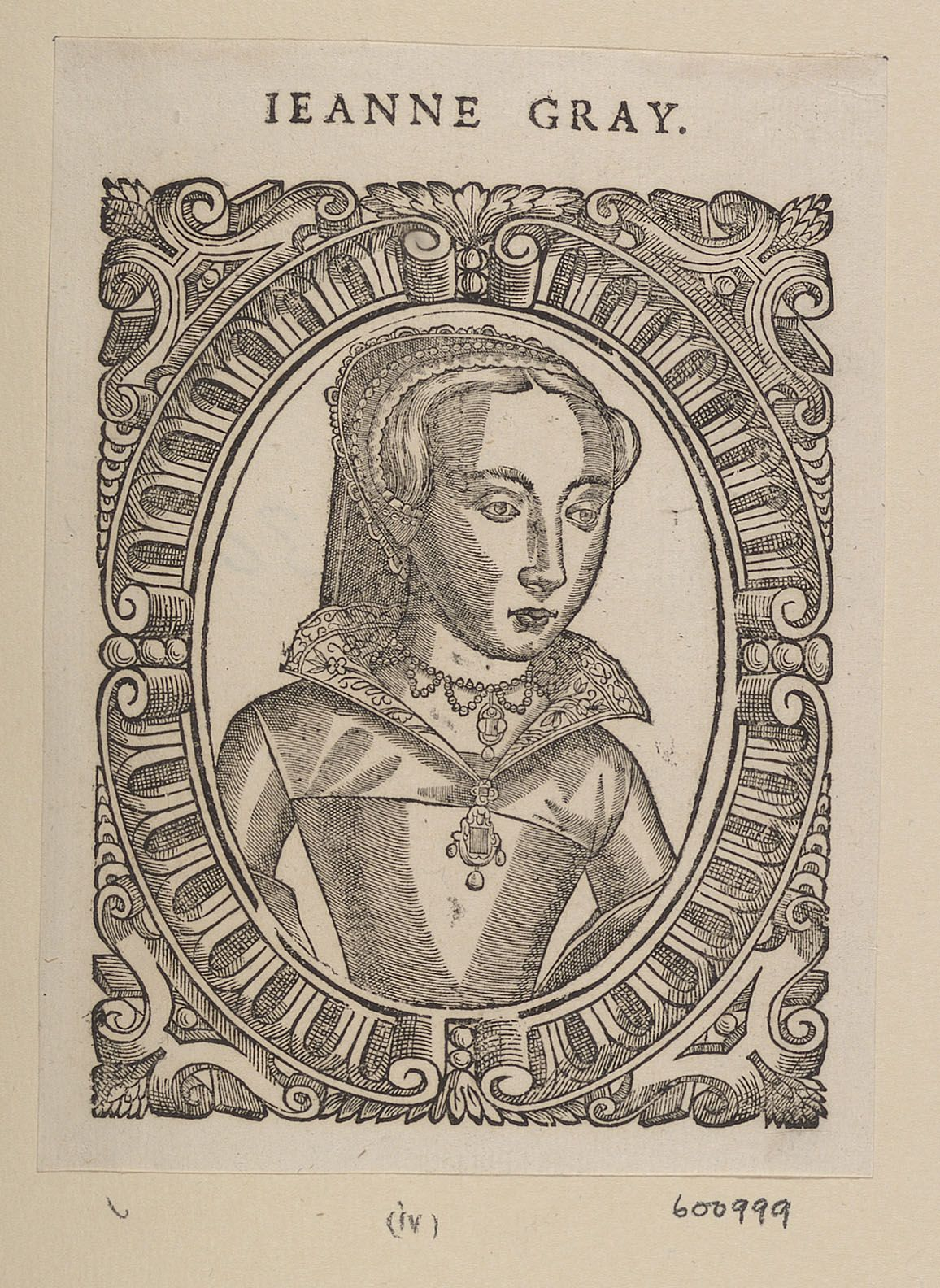
[https://en.m.wikipedia.org/wiki/Streatham_portrait#/media/File:Jeannegray.jpg Xilogravura de Joana Grey de 1580.

Outro retrato surpreendentemente semelhante, retratando uma mulher também creditada como Joana  - embora o traje seja ligeiramente diferente  – já foi propriedade de Ricardo Monckton Milnes, 1º Barão Houghton, mas agora está em uma coleção particular não revelada. Christopher Foley rastreou esta pintura até Francisco Rodes de Barlborough Hall . Os Rodes possuíam uma coleção inteira de retratos de heróis protestantes. Devido às semelhanças entre as duas obras, Edwards sugere que ambas são cópias de um original perdido, talvez concluído pelo mesmo estúdio. Uma terceira cópia, que pertenceu ao figurinista inglês Herbert Norris, o Retrato de Norris, é conhecida por meio de registros, embora seu paradeiro seja desconhecido.
O retrato de Streatham também pode fazer parte de uma coleção de pinturas de mártires protestantes. Dá-nos a boca e os olhos da pintura sugerem que foi vandalizado, possivelmente por um guerrilheiro católico; Como esses depenadores não estilizam tinta, esse ataque provavelmente não demorará muito para que o retrato seja concluído. Pela crueza da pintura, Foley sugere que foi finalizada nas prensas para a família de Joana a partir de um original que “tem de ser destruído porque seria muito perigoso tê-lo quando Maria tornasse rainha”. 

### Descoberta
O retrato estava na posse de uma família em Streatham, Londres, no século XX.  Eles acreditaram por muito tempo que o retrato era de Joana e, desde 1923, tentaram convencer os outros de sua autenticidade, sem sucesso. Foi passado de geração em geração.  Em dezembro de 2005, Sir John Guinness informou Foley sobre a família e seu retrato. Foley visitou o proprietário, esperando "ir calar a boca do sujeito",  mas ao ver o trabalho em um cavalete em seu sótão "soube que era certo" para a época. 
A identidade do assistente tem sido debatida desde a descoberta do painel. Foley identificou pelo menos quatro Joane Greys entre a nobreza inglesa na época do retrato. No entanto, devido "às idades e estado civil dos outros candidatos", Lady Joane Grey era a única escolha viável; os outros eram muito jovens, já casados e com outro sobrenome, ou haviam perdido o título.  Starkey foi mais reservado, argumentando que "não há aquela qualidade exagerada que você consegue com os retratos reais do período, onde os modelos parecem ter acabado de voltar de Asprey ",  e que não havia documentação de Joana como proprietária das joias vistas no retrato. 

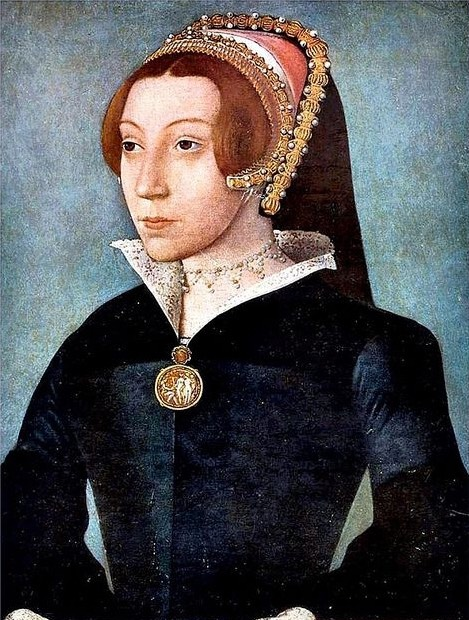
Lady Joana Grey – O retrato de Duckett. Possível retrato de referência para a xilogravura. Propriedade de Sir Lionel Duckett em 1580. Ele era casado com a prima em primeiro grau da esposa do primo em primeiro grau de Lady Joana Grey. Examinado pelo Dr. Libby Sheldon, descobriu-se que o painel data de 1542, tornando provável que o retrato tenha sido pintado em 1552–3, quando a moda da senhora começou. A senhora no retrato está usando o mesmo colar do retrato de Streatham, e o mesmo broche de uma senhora em outro retrato também chamado Lady Joana Grey, no Castelo de Grimsthorpe.

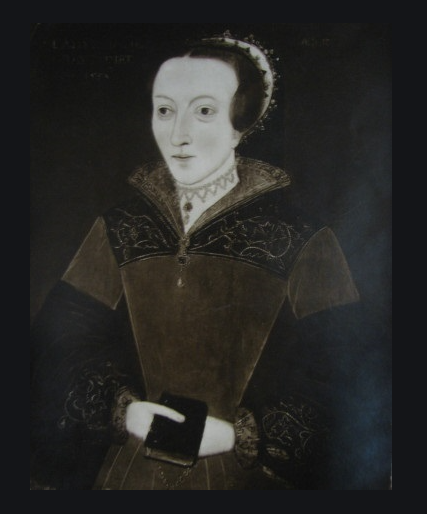
[https://en.m.wikipedia.org/wiki/Streatham_portrait#/media/File:The_Norris_Portrait_of_Lady_Jane_Grey.png Lady Joana Grey – O retrato de Norris

Logo depois, Libby Sheldon, da University College London, fez diversos testes para verificar a qualidade da tinta, incluindo espectroscopia e microscopia a laser. A data da inscrição foi tida em consideração e considerada contemporânea do resto da pintura. Os pigmentos, incluindo um tipo de pigmento amarelo raramente encontrado depois de 1600, eram apropriados para o século XVI. Uma análise dendrocronológica mostrou posteriormente que a obra era tardia para ser um retrato da vida de Joana, mas não descartou a possibilidade de reprodução.

## Galeria Nacional de Retratos

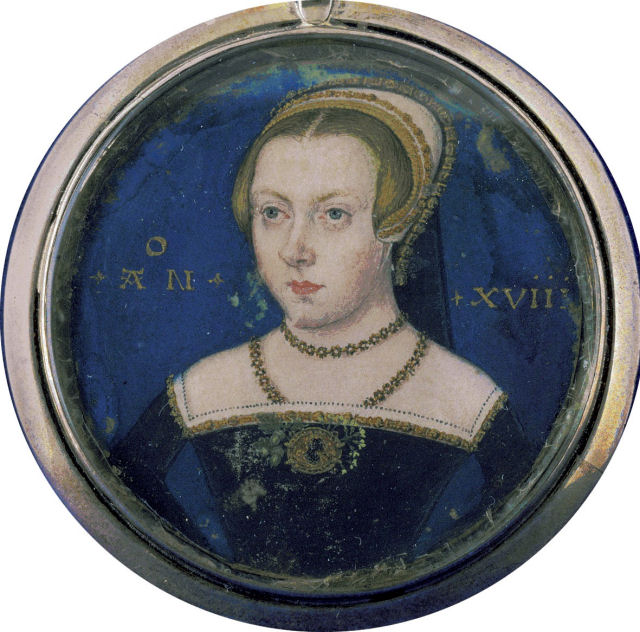
A miniatura creditada por Starkey como um retrato de Grey

pintura foi comprada em 2006 pela National Portrait Gallery, em Londres, com fundos arrecadados por meio de sua gala do 150º aniversário,  após mais de nove meses de consideração. O custo foi estimado em mais de £ 100.000,  embora Zarin dê um preço de £ 95.000.  A aquisição foi criticada por Starkey, que disse: "se a National Portrait Gallery tem dinheiro público para queimar, que assim seja ... [a decisão] depende de mero boato e tradição, e não é bom o suficiente" .  Foley rebateu: "A evidência foi apoiada por pessoas que sabem muito mais sobre a ciência da pintura do que David Starkey. não sei qual é o problema dele – é porque ele não encontrou?" 
Em particular, Starkey atuou em nome da Philip Mold Gallery e examinou outro retrato que se pensava ser de Joana, mantido pelo Yale Center for British Art . Este 2 centímetros (0,79 pol) a miniatura foi identificada como Elizabeth I durante uma exposição de 1983 no Victoria and Albert Museum ; Starkey, no entanto, tinha "90 por cento de certeza" de que representava Joana. Após a exposição Lost Faces em março de 2007, quando a miniatura foi exibida após um recente ressurgimento do interesse por Joana, Foley publicou uma longa carta desafiando o julgamento de Starkey. Ele citou o broche e o emblema da jovem como indicativos de que ela não era Joana Grey.  
O retrato de Streatham tem o número de acesso NPG 6804 e é considerado parte da coleção principal da galeria.  De janeiro de 2007 até o início de 2010, foi exibido na Galeria Tudor. A partir do início de 2013, a pintura foi pendurada na Sala 2 do posto avançado regional da galeria em Montacute House em Somerset, parte de uma exposição de retratos da era Tudor.

## Notes
1. ↑  O retrato de corpo inteiro, atribuído a Mestre John, foi adquirido pela National Portrait Gallery em 1965. Embora o retrato fosse tradicionalmente considerado de Catherine Parr, mais tarde naquele ano o o diretor da galeria Sir Roy Strong rebatizou-a como sendo de Joana, baseado em parte em comparações com uma gravura em Herωologia Anglica de Henry Holland (1620 ). Em 1996, após a descoberta de inventários de joias que confirmavam que o broche no retrato pertencia a Parr, a galeria rotulou o retrato como um dela (NPG, Catherine Parr; James 1996, pp. 20–24).
2. ↑  No século 16, J e I eram formas diferentes da mesma letra. Veja J e História do alfabeto latino para maiores discussões.
3. ↑  Starkey e outros escreveram no catálogo da exposição de 2007 Lost Faces que a floricultura na miniatura era sugestiva de Joana Grey, e que as joias mostradas combinavam com as duas entradas para uma cabeça negra em um broche de ouro incluído no inventário de joias apresentadas a Joana quando ela estava na Torre. Por outro lado, a descrição contemporânea de Joana por Baptist Spinola afirmava que ela tinha olhos castanhos avermelhados, sardas e cabelos quase ruivos; os olhos da garota na miniatura são azuis e seu cabelo claro (Grosvenor 2007, Lost Faces, pp. 79–83). Edwards, assim como Foley, argumenta que o retrato não era de Joana. Ele baseia seu argumento no simbolismo floral e nas inconsistências entre a pintura e o relato de uma testemunha ocular da aparência de Joana (Edwards 2012, The Yale Miniature).

## Referência
1. ↑  «The Tudors ~ Lady Jane Grey». KatherineTheQueen.com (em inglês). Consultado em 19 de junho de 2021
2. ↑  «The Tudors ~ Timeline». KatherineTheQueen.com (em inglês). Consultado em 19 de junho de 2021
3. ↑  BBC, Historic Figures; Plowden, Grey Nicolas 1825, p. xii
4. ↑  Plowden, Grey.
5. 1 2 3  Ives 2009, p. 19.
6. ↑  Mitchell 2007, pp. 96–99.
7. 1 2 3  Zarin 2007, "Teen Queen", p. 46.
8. ↑  Higgins 2006, Is this; Zarin 2007, "Teen Queen", p. 50
9. ↑  NPG, Lady Jane; Zarin 2007, "Teen Queen", p. 47
10. 1 2  Higgins 2006, Is this.
11. ↑  Higgins 2006, Is this; Zarin 2007, "Teen Queen", p. 47
12. 1 2  Higgins 2006, Is this; Higgins 2006, A rare portrait
13. 1 2 3 4  Edwards 2014, The Streatham Portrait.
14. ↑  Higgins 2006, A rare portrait; Higgins 2006, Is this; Zarin 2007, "Teen Queen", p. 47
15. 1 2 3 4 5 6 7 8 9  Higgins 2006, A rare portrait.
16. 1 2 3  Zarin 2007, "Teen Queen", p. 50.
17. 1 2  «The Tudors ~ Lady Jane Grey». KatherineTheQueen.com (em inglês). Consultado em 19 de junho de 2021
18. ↑  «The Tudors ~ Timeline». KatherineTheQueen.com (em inglês). Consultado em 19 de junho de 2021
19. ↑  Edwards, J. Stephan (2015). A Queen of a New Invention – Portraits of Lady Jane Grey, England's 'Nine Days Queen' (em inglês). Palm Springs, California: Old John Publishing. pp. 55–56. ISBN 978-0-9863873-0-2
20. ↑  Edwards 2013, The Houghton Hall Portrait; Edwards 2014, The Streatham Portrait
21. 1 2  Edwards 2012, The Norris Portrait; Ives 2009, p. 19
22. ↑  Edwards, J. Stephan (2015). A Queen of a New Invention – Portraits of Lady Jane Grey, England's 'Nine Days Queen' (em inglês). Palm Springs, California: Old John Publishing. pp. 44–45. ISBN 978-0-9863873-0-2
23. ↑  NPG, Lady Jane; Zarin 2007, "Teen Queen", p. 46
24. ↑  Reynolds 2006, Has Lady Jane.
25. 1 2  Zarin 2007, "Teen Queen", p. 47.
26. ↑  Zarin 2007, "Teen Queen", p. 48.
27. 1 2  NPG, Lady Jane.
28. ↑  Zarin 2007, "Teen Queen", p. 49.
29. ↑  Reynolds 2007, The true beauty; Zarin 2007, "Teen Queen", p. 50
30. ↑  Edwards 2014, The Streatham Portrait; NPG, Lady Jane

## Trabalhos citados
Edwards, J. Stephan. «Catherine Parr» [Catarina Parr]. National Portrait Gallery. Consultado em 29 de Maio de 2017. Arquivado do original em 24 de Fevereiro de 2014 
Edwards, J. Stephan (20 de Agosto de 2012). «The Houghton Hall Portrait» [O retrato de Houghton Hall]. Some Grey Matter. Consultado em 12 de Fevereiro de 2014. Arquivado do original em 24 de Fevereiro de 2014
Edwards, J. Stephan (28 de Abril de 2012). «The Norris Portrait» [O retrato de Norris]. Some Grey Matter. Consultado em 30 de Junho de 2014. Arquivado do original em 13 de Junho de 2014
Edwards, J. Stephan (22 de Maio de 2014). «The Streatham Portrait» [O retrato de Streatham]. Some Grey Matter. Consultado em 30 de Junho de 2014. Arquivado do original em 11 de Outubro de 2014
Edwards, J. Stephan (20 de Agosto de 2012). «The Yale Miniature Portrait» [O retrato em miniatura de Yale]. Some Grey Matter. Consultado em 12 de Fevereiro de 2014. Arquivado do original em 20 de Fevereiro de 2014
Grosvenor, Bendor, Starkey, D., Mould, P.;  et al. (2007). «Lost Faces: Identity and Discovery in Tudor Royal Portraiture. Catalogue of an exhibition held at the galleries of Philip Mould Ltd» [Faces Perdidas: Identidade e Descoberta no Retrato Real Tudor. Catálogo de uma exposição realizada nas galerias de Philip Mold Ltd]. Londres: Philip Mould. OCLC 122357300 
Higgins, Charlotte (16 de Janeiro de 2006). «Is this the true face of Lady Jane?» [Esta é a verdadeira face de Lady Joana?]. The Guardian. Consultado em 11 de Fevereiro de 2014. Arquivado do original em 28 de Fevereiro de 2014
Higgins, Charlotte (11 de Novembro de 2006). «A rare portrait of Lady Jane Grey? Or just an 'appallingly bad picture'?» [Um raro retrato de Lady Joana Grey? Ou apenas uma 'imagem terrivelmente ruim'?]. The Guardian. Consultado em 11 de Fevereiro de 2014. Arquivado do original em 23 de Fevereiro de 2014
«Historic Figures – Lady Jane Grey (1537–1554)» [Figuras históricas – Lady Joana Grey (1537–1554)]. BBC. Consultado em 29 de Maio de 2017. Arquivado do original em 4 de Fevereiro de 2014
Ives, Eric (2009). «Lady Jane Grey: A Tudor Mystery» [Lady Joana Grey: Um Mistério Tudor]. Oxford: Wiley-Blackwell. ISBN 978-1-4051-9413-6
James, Susan E. (Janeiro de 1996). «Lady Jane Grey or Queen Kateryn Parr?» [Lady Joana Grey ou Rainha Caterina Parr?]. 1114. The Burlington Magazine. p. 20–24
«Lady Jane Dudley (née Grey)» [Lady Joana Dudley (nascida Grey)]. National Portrait Gallery. Consultado em 29 de Maio de 2017. Arquivado do original em 20 de Junho de 2020
Mitchell, Rosemary A. (2007). «Clio's Daughters: British Women Making History, 1790–1899» [Filhas de Clio: mulheres britânicas fazendo história, 1790–1899] (The Nine Lives of the Nine Day's Queen: From Religious Heroine to Romantic Victim). Newark: University of Delaware Press. pp. 96–122. ISBN 978-0-87413-981-5
Nicolas, Nicholas Harris (1825). «The Literary Remains of Lady Jane Grey: With a Memoir of Her Life» [Os restos literários de Lady Joana Grey: com um livro de memórias de sua vida] (Memoir of Lady Jane Grey). Londres: Harding, Triphook, and Lepard. pp. i–cxlviii. OCLC 10540094
Plowden, Alison. «Grey [married name Dudley], Lady Jane» [Grey [nome de casada Dudley], Lady Joana]. Oxford Dictionary of National Biography. Consultado em 22 de Fevereiro de 2014. Arquivado do original em 7 de Março de 2014
Reynolds, Nigel (17 de Janeiro de 2006). «Has Lady Jane been hiding in Streatham?» [Lady Joana está escondida em Streatham?]. The Guardian. Consultado em 11 de Fevereiro de 2014. Arquivado do original em 23 de Março de 2014
Reynolds, Nigel (5 de Março de 2007). «The true beauty of Lady Jane Grey» [A verdadeira beleza de Lady Joana Grey]. The Guardian. Consultado em 17 de Fevereiro de 2014. Arquivado do original em 25 de Março de 2014
Zarin, Cynthia (15 de Outubro de 2007). «Teen Queen: Looking for Lady Jane» [Rainha adolescente: Procurando por Lady Joana]. The New Yorker. pp. 46–55. Consultado em 11 de Fevereiro de 2014. Arquivado do original em 22 de Fevereiro de 2014